# 그라나다 왕국
그라나다 왕국(스페인어: Reino de Granada)은 카스티야 연합 왕국이 레콩키스타를 완료한 1492년부터 하비에르 데 부르고스의 스페인 국토분할에 의해 스페인의 여러 주로 분할된 1833년까지 존재했던 지역 구분이다. 그라나다 "왕국"의 왕은 곧 카스티야 연합 왕국의 왕이 겸했으며, 카스티야의 왕은 이런 식으로 여러 나라의 왕위를 겸직했다.